# Comuna Kupîciv, Turiisk
Kupîciv (în ucraineană Купичів) este o comună în raionul Turiisk, regiunea Volînia, Ucraina, formată din satele Kupîciv (reședința), Nîrî și Svînarîn.

## Demografie
Componența lingvistică a satului Kupîciv
     Ucraineană (99,4%)
     Alte limbi (0,6%)
Conform recensământului din 2001, majoritatea populației satului Kupîciv era vorbitoare de ucraineană (99,4%), existând în minoritate și vorbitori de alte limbi.